# Сухотин, Алексей Николаевич
Алексей Николаевич Сухотин (1726—1805) — русский генерал-майор, командующий войсками в Грузии.

## Биография
Алексей Сухотин родился в 1726 году. В военную службу вступил в 1742 году.
1 декабря 1763 года он был произведён в полковники и затем назначен командиром Куринского пехотного полка. В рядах этого полка Сухотин принимал участие в русско-турецкой войне 1769—1774 годов, за отличие под Хотиным получил чин бригадира.
12 сентября 1770 года Сухотин был награждён орденом св. Георгия 3-й степени (№ 18 по кавалерским спискам)
При осаде города Килии за подавание подчиненным примера и содержание их тем в охоте к трудам и в духе неустрашимости.
Произведённый в 1770 году в генерал-майоры Сухотин в следующем году сменил Тотлебена на посту командующего войсками в Грузии, но в 1772 году, после оставления Грузии русскими войсками, вышел в отставку.
Алексей Николаевич Сухотин скончался 30 ноября 1805 года.